# Francisco Enrique de Sajonia-Lauenburgo

Escudo de Sajonia-Lauenburgo

Francisco Enrique de Sajonia-Lauenburgo (9 de abril de 1604-26 de noviembre de 1658) fue un príncipe de Sajonia-Lauenburgo.

## Biografía
Francisco Enrique, era el noveno y el hijo menor del duque Francisco II de Sajonia-Lauenburgo (1547-1619) de su segundo matrimonio con María (1566-1626), hija del duque Julio de Brunswick y Lunenburg , príncipe de Wolfenbüttel . El rey Enrique IV de Francia fue su padrino. En un contrato de herencia con fecha de 1619, Francis Henry reconoció a su hermano mayor, Augusto, como soberano, a cambio de un aparato anual de 2500 táleros .

### Carrera militar
Cuando el rey Gustavo II Adolfo de Suecia desembarcó en Peenemünde en 1630, Francisco Enrique entró en su servicio y se ganó su afecto. Luchó como coronel y comandante del regimiento del general Johan Banér y fue victorioso en la batalla de Wittstock en 1636. Gustav Adolf le dio a Francis Henry las propiedades del convento de monjas de la abadía de Marienfließ en Pomerania. El 28 de junio de 1643, la hija de Gustavo II Adolfo de Suecia, Cristina de Suecia , arrendó Marienfließ a Francis Henry por 10 años, después de lo cual volvió al nuevo gobernante de Pomerania, Federico Guillermo de Brandeburgo , el 12 de diciembre de 1653, recompensando a Francis Henry mejoras a la finca.

### Ducado de Sajonia-Lauenburgo-Franzhagen
Después de la muerte de su madre en 1635, recibió a Franzhagen en una división de su propiedad entre sus hijos. Cuando su hermano Augusto murió, Francisco  recibió a Wangelau y Rothenbeck (una parte del Grande de hoy ) además. Mientras estuvo en el servicio sueco y después pasó mucho tiempo con Sofia de Schleswig-Holstein-Sonderburg (1579-1658), viuda de Felipe II, duque de Pomerania . Los padres de Sofia y Francisco  eran primos. Fue en su dote en Treptow upon Rega , un antiguo convento de monjas que ella había convertido en un castillo, donde Francis Henry y Maria Juliana de Nassau-Siegen (1612-1665) se casaron el 13 de diciembre de 1637. Su primer hijo nació en Treptow en 1640. 
Francisco Henry también sirvió a Sofia como administradora de las propiedades pertenecientes a su dote. Francisco Enrique y su hermano Francisco Carlos objetaron la sucesión planificada de su hermano Julio Enrique como único gobernante de Sajonia-Lauenburgo. Sin embargo, cuando Julio Enrique sucedió a su difunto medio hermano Augusto , fallecido en 1656, esta disputa finalmente se resolvió.
Más tarde, Francisco Enrique residió en el castillo de Franzhagen . Debido a su avaricia, sus súbditos le dieron el sobrenombre de Francis Drybread ( bajo alemán : Franz Drögbrod ).

## Matrimonio y Descendencia
Francisco Enrique se casó el 13 de diciembre de 1637 en Treptow upon Rega con Maria Juliana (1612-1665), una hija del conde Juan VII de Nassau-Siegen , con quien tuvo los siguientes hijos:
- Catalina Maria (1640-1641)
- Cristina Juliana (1642-1644)
- Erdmuthe Sofia (1644-1689), casada en 1665 con el duque Gustavo Rodolfo de Mecklemburgo-Schwerin (1632-1670), hijo de Adolfo Federico I, duque de Mecklemburgo-Schwerin
- Francisco (1645-1645)
- Leonor Carlota (1646-1709), casada en 1676 con el duque Cristián Adolfo de Schleswig-Holstein-Sonderburg-Franzhagen (1641-1702)
- Erdmann (1649-1660)

Francis Henry tuvo dos hijos más nacidos fuera del matrimonio.